# Бони Дун (Калифорнија)
Бони Дун (енгл. Bonny Doon) насељено је место без административног статуса у америчкој савезној држави Калифорнија.

## Демографија
По попису из 2010. године број становника је 2.678.
| Група             | 2000.    | 2010.         |
| Белци             | 0 (0,0%) | 2.366 (88,3%) |
| Афроамериканци    | 0 (0,0%) | 9 (0,3%)      |
| Азијати           | 0 (0,0%) | 51 (1,9%)     |
| Хиспаноамериканци | 0 (0,0%) | 168 (6,3%)    |
| Укупно            | 0        | 2.678         |